# Front Guasú
Pour les articles homonymes, voir Front large.
Le Front Guasú (en espagnol : Frente Guasu abrégé FG) est une coalition politique paraguayenne de gauche, formé le 20 mars 2010. Il est composé des membres de l'Alliance patriotique pour le changement, une coalition qui a amené Fernando Lugo au pouvoir. À la suite des élections générales paraguayennes de 2013, il arrive à se positionné comme la troisième force politique du pays. Les bases du programmes du Front Guasú se concentrent sur la réforme agraire, la souveraineté énergétique, la répartition des richesses et l'universalisation de la santé publique.

## Signification
En guarani, le mot guasú signifie « étendi » ou « large », de sorte que le nom castillan de la coalition est « Front étendu », ou « Front large » peut-être influencé par la coalition uruguayenne homonyme.

## Histoire
Le 7 novembre 2009, une « plénière nationale des dirigeants des forces progressistes » se tient au Rowing Club d'Asuncion, où participent des dirigeants des partis de l'Alliance patriotique pour le changement et de l'Espace unitaire - Congrès populaire (es). Lors de cette réunion, la nécessité de l'unité des partis de gauche est discutée, en plus de traiter de questions telles que la réforme agraire et la souveraineté énergétique. 
Le 20 janvier 2010, les partis regroupés au sein de l'Alliance patriotique pour le changement et de l'Espace unitaire - Congrès populaire signent une « lettre d'intention » en cinq points, où ils déclarent rechercher l'unité des secteurs progressistes pour approfondir le processus démocratique après les changements intervenus au Paraguay à la suite des élections générales de 2008.
Le 19 février 2010, les principaux dirigeants de la coalition qui se nomme les « forces démocratiques et progressistes » se réunissent au Tribunal supérieure de justice électorale pour officialiser la date de la constitution de la nouvelle coalition de partis de gauche, qui doit débuter en mars 2010,. À ses débuts, la coalition doit porter le nom de « forces démocratiques et progressistes », mais elle opte ensuite pour « Front démocratique progressiste ». Finalement, la coalition se présente définitivement sous le nom de « Front Guasú ».
L'acte de lancement du Front Guasú a lieu le 20 mars 2010, sur les places en face du Centre culturel de la République. Lors de cet événement, des dirigeants de la gauche sont présents, dont le président Fernando Lugo auquel participent près de 15 000 personnes. Une semaine plus tard, le 27 mars, la lettre officielle de création du Frente Guasú est signée dans les locaux du Partido País Solidario. Le 20 avril 2010, pour la célébration du deuxième anniversaire de la victoire de l'Alliance patriotique pour le changement avec Fernando Lugo à sa tête, le Front Guasú organise un événement avec des acteurs officiels du Parti libéral radical authentique, en plus du Parti démocrate progressiste, et du Mouvement du 20 avril (es).
En 2012, après le coup d'État parlementaire contre Fernando Lugo, le FG subit le départ du PEN et les scissions ultérieures qui formeront Avanza País et le Mouvement Kuña Pyrenda en vue des élections générales de 2013.
Le 20 décembre 2021 a lieu le lancement d'un espace élargi entre les acteurs de gauche et progressistes appelé Ñemongeta por una Patria Nueva, avec la participation des partis suivants : FG, P-MAS, Partido Kuña Pyrenda et Partido Paraguay Pyahura.

## Partis membres
| Partido/Movimiento | Partido/Movimiento                          | Principal Ideología     | Líder                  |
| ------------------ | ------------------------------------------- | ----------------------- | ---------------------- |
|                    | Parti pays solidaire                        | Socialisme démocratique | Carlos Filizzola       |
|                    | Parti Participation citoyenne (es)          | Progressisme            | Aída Robles            |
|                    | Parti populaire Tekojoja                    | Socialisme              | Sixto Pereira Galeano  |
|                    | Parti du front patriotique Teete            | Progressisme            | Emilio Tilleria Aquino |
|                    | Parti Convergence populaire socialiste (es) | Marxisme                | Hugo Richer            |
|                    | Parti de l'unité populaire                  | Socialisme              | Oscar Rojas            |
|                    | Parti humaniste paraguayen (es)             | Humanisme               | Sergio Martínez        |
|                    | Mouvement de la patrie d'abord              | Progressisme            | Alfredo Cáceres        |
|                    | Force commune                               | Progressisme            | Derlis Villagra        |
|                    | Mouvement Souveraineté et développement     | Progressisme            | Ramón Leiva            |

## Résultats électoraux
| Année | Candidat        | Parti    | Voix      | %    | Rang | Élu | Note                                                                                    |
| ----- | --------------- | -------- | --------- | ---- | ---- | --- | --------------------------------------------------------------------------------------- |
| 2013  | Aníbal Carrillo | PTT      | 80 934    | 3,29 | 4e   | Non |                                                                                         |
| 2018  | Leo Rubín       | PTT      | 1 109 309 | 43,7 | 2e   | Non | Candidat au poste de vice-président avec la Grande alliance nationale pour le renouveau |
| 2023  | Jorge Querey    | PUP (es) | 41 194    | 1,36 | 4e   | Non | Candidat au poste de vice-président avec Mouvement nouvelle république                  |

### Élections législatives et sénatoriales
| Élections | Voix    | %    | Représentants | Voix    | %     | Sénateurs |
| --------- | ------- | ---- | ------------- | ------- | ----- | --------- |
| 2013      | 122 440 | 4,08 | 1 / 80        | 238 313 | 9,95  | 5 / 45    |
| 2018      | 42 891  | 1,66 | 0 / 80        | 279 008 | 10,77 | 6 / 45    |